# Fau-de-Peyre
Fau-de-Peyre (okcitán nyelven Lo Faou de Peire) korábbi község Franciaország déli részén, Okcitánia régióban, Lozère megyében. 2011-ben 186 lakosa volt.
2017. január 1-jén öt másik korábbi községgel egyesült és az így létrejött Peyre en Aubrac új község része lett.

## Fekvése
Fau-de-Peyre a Margeride-hegység (gránit) és az Aubrac-hegység (bazalt) határán fekszik, a Rimeize folyó völgye felett, Aumont-Aubractól 8 km-re nyugatra, 1100 méteres (a községterület 992-1247 méteres) tengerszint feletti magasságban. A községterület nagy részét fenyő- és bükkerdő borítja, de sok a legelő is.
Nyugatról La Fage-Montivernoux, északról Les Bessons, keletről Aumont-Aubrac és La Chaze-de-Peyre, délről Prinsuéjols községekkel határos. A falun áthalad a Saint-Chély-d´Apcher-t (9 km) Nasbinals-lal (20 km) összekötő D10-es megyei út. Aumont-Aubrac-kal a D50-es út teremt összeköttetést.
A községhez tartozik Charmals, Les Gouttes, Rimeizenc, Salèles, Vareilles, Les Salhens és Beauregard.

## Története
A falu a történelmi Gévaudan tartomány Peyre-i báróságához tartozott. A község nevét a bükkfáról (latinul fagus) kapta. Egyházközségét 1109-ben említik először. Az elvándorlás következtében az utóbbi két évszázad során lakosságának több mint 2/3-át elveszítette.

### Demográfia
| Év   | Lakosság |
| ---- | -------- |
| 1793 | 738      |
| 1851 | 711      |
| 1876 | 611      |
| 1901 | 603      |
| 1936 | 509      |

| Év   | Lakosság |
| ---- | -------- |
| 1946 | 468      |
| 1954 | 364      |
| 1962 | 302      |
| 1968 | 231      |

| Év   | Lakosság |
| ---- | -------- |
| 1975 | 237      |
| 1982 | 201      |
| 1990 | 181      |
| 1999 | 180      |
| 2010 | 182      |

## Nevezetességei
- Saint-Martin templom - a 13. században épült román stílusban.
- Beauregard kis (19. századi) temploma mellől szép kilátás nyílik.
- Kálvária 1787-ből
- Az első világháború áldozatainak emlékműve[3]

## Külső hivatkozások
- Nevezetességek (franciául)
- Lozère - Margeride - Aubrac (Numéro special du bulletin Haute-Lozère) 1972, 32. pp.

## Kapcsolódó szócikk
- Lozère megye községei